# Muscle Hill
Muscle Hill est un cheval de course trotteur américain né en 2006. Quasi invincible durant son éphémère carrière, il est devenu l'un des meilleurs étalons du monde.

## Carrière de courses
Issu du crack étalon Muscles Yankee, qui devint en 1998 le premier lauréat de l'Hambletonian en moins de 1'10, Muscle Hill fut acquis yearling aux ventes de Harrisburg pour 55 000 $. Il montra dès ses débuts en piste une classe hors du commun et remporta 8 de ses 9 courses à 2 ans, dont les deux plus importantes, le Peter Haughton Memorial et la Breeders' Crown des 2 ans, en 1'10"4, ce qui lui valut naturellement le titre de meilleur 2 ans de l'année.
À 3 ans, le jeune prodige devait garder son palmarès vierge de toute défaite, s'adjugeant toutes les grandes courses classiques. Il marqua les esprits dans la course reine, l'Hambletonian, qu'il boucla sur le pied de 1'08"5, pulvérisant le record du monde des 3 ans. Il est logiquement élu cheval de l'année aux États-Unis, recevant la même distinction au Canada où il est allé conquérir le World Trotting Classic et la Breeders' Crown des 3 ans. Les 2 456 041 $ glanés cette année-là sont un autre record, jamais un cheval, quel que soit son âge ou son pays d'entraînement, n'avait gagné autant en une seule saison. N'ayant plus rien à prouver ni d'adversaire à sa mesure en Amérique du Nord (ses vingt victoires ayant été acquises par au moins une longueur d'écart à l'arrivée), et son entourage ne souhaitant pas le faire courir en Europe, Muscle Hill se retire au haras à la fin de son année de 3 ans, laissant le souvenir d'un des plus brillants trotteurs de l'histoire des courses américaines. En 2016, il a été élu au Hall of Fame du trot américain.

### Palmarès
États-Unis
- Peter Haughton Memorial (2008)
- Breeders' Crown des 2 ans (2008)
- Hambletonian (2009)
- Kentucky Futurity (2009)
- World Trotting Derby (2009)
- American National (2009)
- Breeders' Crown des 3 ans (2009)

 Canada
- Canadian Trotting Classic (2009)

## Au haras
Le phénomène Muscle Hill n'allait pas s'arrêter là, puisqu'il allait se révéler un étalon hors pair, dont le prix de saillie est tenu secret. Il est rapidement devenu l'un des deux meilleurs étalons du monde au classement par les gains avec le Français Ready Cash, sa progéniture engrangeant plus de 10 millions de dollars par an. Ses produits font s'envoler les enchères lors des ventes, à plus de 100 000 $ en moyenne. 
Parmi ses meilleurs produits, citons :
- Propulsion 1'08 : Elitloppet, Finlandia Ajo, Norrbottens Stora Pris, Åby Stora Pris, UET Trotting Masters, Olympiatravet, Hugo Aberg Memorial (record d'Europe en 1'08"1)
- Resolve 1'08 : John Cashman Memorial, International Trot
- Trixton 1'08 : Hambletonian
- Ramona Hill 1'08 : Hambletonian
- Marion Marauder 1'09 : Hambletonian, Kentucky Futurity, John Cashman Memorial
- Mission Brief 1'08 : Breeders' Crown des 2 ans, record du monde des 2 ans en 1'08"5
- Dance Craze : Australian Trotting Grand Prix, Great Southern Star, Breeders Crown 3 years old Fillies Final

## Pedigree
| Origines de Muscle Hill | Origines de Muscle Hill | Origines de Muscle Hill | Origines de Muscle Hill |
| ----------------------- | ----------------------- | ----------------------- | ----------------------- |
| Père Muscles Yankee     | Valley Victory          | Baltic Speed            | Speedy Somolli          |
| Père Muscles Yankee     | Valley Victory          | Baltic Speed            | Sugar Frosting          |
| Père Muscles Yankee     | Valley Victory          | Valley Victoria         | Bonefish                |
| Père Muscles Yankee     | Valley Victory          | Valley Victoria         | Victorious Lou          |
| Père Muscles Yankee     | Maiden Yankee           | Speedy Crown            | Speedy Scot             |
| Père Muscles Yankee     | Maiden Yankee           | Speedy Crown            | Missile To              |
| Père Muscles Yankee     | Maiden Yankee           | Wistful Yankee          | Noble Victory           |
| Père Muscles Yankee     | Maiden Yankee           | Wistful Yankee          | Brazen Yankee           |
| Mère Yankee Blondie     | American Winner         | Super Bowl              | Star's Pride            |
| Mère Yankee Blondie     | American Winner         | Super Bowl              | Pillow Talk             |
| Mère Yankee Blondie     | American Winner         | B.J.'s Pleasure         | Speedy Somolli          |
| Mère Yankee Blondie     | American Winner         | B.J.'s Pleasure         | Matina Hanover          |
| Mère Yankee Blondie     | Yankee Bambi            | Hickory Pride           | Star's Pride            |
| Mère Yankee Blondie     | Yankee Bambi            | Hickory Pride           | Misty Hanover           |
| Mère Yankee Blondie     | Yankee Bambi            | Yankee Duchess          | Duke of Lullwater       |
| Mère Yankee Blondie     | Yankee Bambi            | Yankee Duchess          | China L.                |